# U-cee
U-cee, bürgerlich Ussama Soleman (* 21. März 1983 in Regensburg), ist ein deutscher Funk-, Soul- und Dancehallsänger, seit Mitte 2009 Leadsänger der Formation U-cee & The Royal Family.

## Leben
U-cee, Sohn einer tunesischen Mutter und eines ägyptischen Vaters, erhielt 1998 mit seiner Funk&Soul-Crew UST seinen ersten Plattenvertrag bei Virgin Records für eine Single-Produktion. Mit der Nürnberger Hip-Hop-Band Rundfunk 2 veröffentlichte er 2000 das Album „Ruhestörung“. Dann stieß er zu der Regensburger Drum-and-Bass-Formation Bassline Paranoia und gründete die Veranstaltungsagentur IPF Entertainment. Seit 2001 tourt er auch als Mitglied der Regensburger Hip-Hop- & Soul-Band Flowkiste und veröffentlichte mit ihr 2003 das Album „Image“. 2002 unterstützte er beim „Team Eimsbush“-Sampler. Ab 2003 tourte er auch als MC und Singjay der Reggae- & Dancehall-Band Mortal Kombat Sound (MKS). 2004 wurde er auch Mitglied bei King Banana, die sich Mitte 2009 umformierten und seitdem mit U-Cee als Leadsänger unter dem Namen U-cee & The Royal Family touren. Nebenbei tourt er seit 2005 mit seinem Bandkollegen „DJ Rufflow“ auch als Duo oder zum Teil auch als Trio mit „Miss Soulstice“ (Bettina „Tine“ Parge), bis 2009 unter dem Namen King Banana-Soundsystem, und seit der Umbenennung der Mutterband im Jahr 2009 unter dem Namen Royal Family Soundsystem. Zu seinen weiteren musikalischen Erfolgen zählte seine musikalische Mitarbeit an „Mind Traffic“ (Mole Listening Pearls Records), einem Track auf dem Moodorama-Album „My Name Is Madness“, sowie Mitwirkungen bei anderen Bands und Samplern.